# Mechanika Praha
Mechanika Praha je družstvo zabývající se opravou domácích elektrospotřebičů a prodejem náhradních dílů a příslušenství. Družstvo vzniklo v roce 1936 a zpočátku bylo zaměřeno na opravy elektroměrů a drobnou kovovýrobu. Postupem času svoji činnost rozšiřovalo, po roce 1948 se k němu připojovali (často nedobrovolně) i drobní živnostníci. V 60. letech 20. století bylo družstvo zaměřeno především na opravy drobných elektrospotřebičů a zařízení na vytápění a ohřev vody. V 70. a 80. letech se stalo celostátním nositelem servisu, zabývalo se i dovozem, distribucí a prodejem náhradních dílů po celém Československu. Podobný charakter, byť již ve výrazně omezenějším objemu, zůstal družstvu dodnes.